# 4638 Estens
A 4638 Estens (ideiglenes jelöléssel 1989 EG) a Naprendszer kisbolygóövében található aszteroida. Robert H. McNaught fedezte fel 1989. március 2-án.